# US Open 2015
Gli US Open 2015 sono stati un torneo di tennis che si giocava all'USTA Billie Jean King National Tennis Center di Flushing Meadows a New York, su campi di cemento DecoTurf all'aperto. Si trattava della 135ª edizione degli US Open, quarta e ultima prova del Grande Slam nell'ambito dell'ATP World Tour 2015 e del WTA Tour 2015. 
I campioni uscenti dei singolari maschile e femminile erano Marin Čilić e Serena Williams.

## Sommario
Il torneo singolare maschile è stato vinto da Novak Đoković. La testa di serie n.1 ha incontrato al primo turno il brasiliano João Souza battendolo nettamente per 6–1, 6–1, 6–1. Al secondo turno è toccato all'austriaco Andreas Haider-Maurer di perdere in tre set, per 6–4, 6–1, 6–2. Al terzo turno ha prevalso sull'italiano Andreas Seppi con il punteggio di 6–3, 7–5, 7–5, mentre al quarto turno perde per la prima volta in questo torneo un set dallo spagnolo Roberto Bautista Agut che supera in quattro set col punteggio di 6–3, 4–6, 6–4, 6–3.
Un altro spagnolo ai quarti, Feliciano Lopez, riesce a strappargli un altro set, perdendo per 1–6, 6–3, 3–6, 6(2)–7. Nettissima la vittoria in semifinale contro Marin Čilić, testa di serie n.9, per 6–0, 6–1, 6–2.
Trionfa in finale all'Arthur Ashe Stadium contro la testa di serie n.2, lo svizzero Roger Federer in quattro set, 6–4, 5–7, 6–4, 6–4.
Nel singolare femminile l'italiana Flavia Pennetta si aggiudica il torneo. Accreditata come testa di serie n.26, prevale in tre set sull'australiana Jarmila Gajdošová col punteggio di 6–1, 3–6, 6–1. al secondo turno supera in due set Monica Niculescu per 6–1, 6–4. Al terzo riaggancia e batte la ceca Petra Cetkovská dopo aver perso il primo set, punteggio finale 1–6, 6–1, 6–4. Nel turno successivo ha la meglio sull'australiana Samantha Stosur col punteggio di 6–4, 6–4.
Nei quarti di finale incontra la testa di serie n.5, Petra Kvitová che supera in tre set, per 4–6, 6–4 , 6–2. Nella semifinale è la volta della testa di serie n.2 la rumena Simona Halep sconfitta nettamente con punteggio 6–1, 6–3. Trionfa in finale sulla connazionale Roberta Vinci con il punteggio 7–6(4), 6–2.

## Qualificazioni, wildcard e sorteggio
Le qualificazioni assegnano sedici posti per ciascuno dei due tornei di singolare e si sono disputate fra il 25 e il 28 agosto 2015.
I tennisti che hanno superato le qualificazioni per il tabellone principale sono stati:
- Per il singolare maschile

1. Paul-Henri Mathieu
2. Alexander Zverev
3. Guido Pella
4. Michael Berrer
5. Nikoloz Basilašvili
6. Yoshihito Nishioka
7. Jürgen Melzer
8. Matthew Ebden
9. Evgenij Donskoj
10. Andrej Rublëv
11. Tommy Paul
12. John-Patrick Smith
13. Elias Ymer
14. Konstantin Kravčuk
15. Alejandro González
16. Illja Marčenko

- Per il singolare femminile

1. Jessica Pegula
2. Tereza Mrdeža
3. Johanna Konta
4. Maria Sakkarī
5. Anett Kontaveit
6. Kateryna Bondarenko
7. Elizaveta Kuličkova
8. Kiki Bertens
9. Aleksandra Panova
10. Kateryna Kozlova
11. Jeļena Ostapenko
12. Laura Siegemund
13. Mayo Hibi
14. Aljaksandra Sasnovič
15. Shelby Rogers
16. Anna Tatišvili

Lucky Losers
1. Dar'ja Kasatkina

Le wild card sono state assegnate a:
- Per il singolare maschile:
- Jared Donaldson
- Bjorn Fratangelo
- Ryan Harrison
- Pierre-Hugues Herbert
- Lleyton Hewitt
- Austin Krajicek
- Ryan Shane
- Frances Tiafoe

- Per il singolare femminile:
- Louisa Chirico
- Samantha Crawford
- Océane Dodin
- Nicole Gibbs
- Sofia Kenin
- Jamie Loeb
- Bethanie Mattek-Sands
- Sachia Vickery

Il sorteggio dei tabelloni principali è stato effettuato il 28 agosto 2015.

## Tennisti partecipanti ai singolari

### Singolare maschile
- Singolare maschile

| Campione                    | Campione                | Finalista              | Finalista                  |
| --------------------------- | ----------------------- | ---------------------- | -------------------------- |
| Novak Đoković [1]           | Novak Đoković [1]       | Roger Federer [2]      | Roger Federer [2]          |
| Semifinalisti               |                         |                        |                            |
| Marin Čilić [9]             | Marin Čilić [9]         | Stan Wawrinka [5]      | Stan Wawrinka [5]          |
| Eliminati ai quarti         |                         |                        |                            |
| Feliciano López [18]        | Jo-Wilfried Tsonga [19] | Kevin Anderson [15]    | Richard Gasquet [12]       |
| Eliminati agli ottavi       |                         |                        |                            |
| Roberto Bautista Agut [23]  | Fabio Fognini [32]      | Benoît Paire           | Jérémy Chardy [27]         |
| Donald Young                | Andy Murray [3]         | Tomáš Berdych [6]      | John Isner [13]            |
| Eliminati al 3º turno       |                         |                        |                            |
| Andreas Seppi [25]          | David Goffin [14]       | Milos Raonic [10]      | Rafael Nadal [8]           |
| Tommy Robredo [26]          | Serhij Stachovs'kyj     | Michail Kukuškin       | David Ferrer [7]           |
| Ruben Bemelmans             | Viktor Troicki [22]     | Dominic Thiem [20]     | Thomaz Bellucci [30]       |
| Guillermo García López [31] | Bernard Tomić [24]      | Jiří Veselý            | Philipp Kohlschreiber [29] |
| Eliminati al 2º turno       |                         |                        |                            |
| Andreas Haider-Maurer       | Tejmuraz Gabašvili      | Pablo Carreño Busta    | Ričardas Berankis          |
| Fernando Verdasco           | Mardy Fish [PR]         | Pablo Cuevas           | Diego Schwartzman          |
| Marsel İlhan                | Samuel Groth            | Marcel Granollers      | Illja Marčenko [Q]         |
| Evgenij Donskoj [Q]         | Grigor Dimitrov [17]    | Martin Kližan          | Filip Krajinović           |
| Chung Hyeon                 | Jack Sock [28]          | Rajeev Ram             | Aljaž Bedene               |
| Austin Krajicek [WC]        | Denis Istomin           | Yoshihito Nishioka [Q] | Adrian Mannarino           |
| Jürgen Melzer [Q]           | Nicolas Mahut           | Lleyton Hewitt [WC]    | Robin Haase                |
| Michail Južnyj              | Ivo Karlović [21]       | Lukáš Rosol            | Steve Darcis               |
| Eliminati al 1º turno       |                         |                        |                            |
| João Souza                  | Vasek Pospisil          | Pablo Andújar          | Tommy Paul [Q]             |
| Pierre-Hugues Herbert [WC]  | Jerzy Janowicz          | João Sousa             | Simone Bolelli             |
| Tim Smyczek                 | Tommy Haas [PR]         | Marco Cecchinato       | Nikoloz Basilašvili [Q]    |
| Steve Johnson               | Dudi Sela               | Elias Ymer [Q]         | Borna Ćorić                |
| Kei Nishikori [4]           | Radek Štěpánek [PR]     | Aleksandr Dolhopolov   | Michael Berrer [Q]         |
| Jarkko Nieminen             | Lukáš Lacko             | John Millman           | Gaël Monfils [16]          |
| Guido Pella [Q]             | Lucas Pouille           | Lu Yen-hsun            | Matthew Ebden [Q]          |
| Ryan Shane [WC]             | Florian Mayer [PR]      | Alejandro González [Q] | Radu Albot                 |
| Albert Ramos Viñolas        | James Duckworth         | Gilles Müller          | Víctor Estrella Burgos     |
| Frances Tiafoe [WC]         | Ryan Harrison [WC]      | Ernests Gulbis         | Gilles Simon [11]          |
| Andrej Rublëv [Q]           | Santiago Giraldo        | Benjamin Becker        | Daniel Gimeno Traver       |
| James Ward                  | Paul-Henri Mathieu [Q]  | Konstantin Kravčuk [Q] | Nick Kyrgios               |
| Bjorn Fratangelo [WC]       | Denis Kudla             | Sam Querrey            | Janko Tipsarević [PR]      |
| Damir Džumhur               | Oleksandr Nedovjesov    | Dustin Brown           | Thanasi Kokkinakis         |
| Malek Jaziri                | John-Patrick Smith [Q]  | Paolo Lorenzi          | Federico Delbonis          |
| Alexander Zverev [Q]        | Jared Donaldson [WC]    | Marcos Baghdatis       | Leonardo Mayer             |

### Singolare femminile
- Singolare femminile

| Campionessa                    | Campionessa              | Finalista                     | Finalista                |
| ------------------------------ | ------------------------ | ----------------------------- | ------------------------ |
| Flavia Pennetta [26]           | Flavia Pennetta [26]     | Roberta Vinci                 | Roberta Vinci            |
| Semifinaliste                  |                          |                               |                          |
| Serena Williams [1]            | Serena Williams [1]      | Simona Halep [2]              | Simona Halep [2]         |
| Eliminate ai quarti            |                          |                               |                          |
| Venus Williams [23]            | Kristina Mladenovic      | Petra Kvitová [5]             | Viktoryja Azaranka [20]  |
| Eliminate agli ottavi          |                          |                               |                          |
| Madison Keys [19]              | Anett Kontaveit [Q]      | Ekaterina Makarova [13]       | Eugenie Bouchard [25]    |
| Johanna Konta [Q]              | Samantha Stosur [22]     | Varvara Lepchenko             | Sabine Lisicki [24]      |
| Eliminate al 3º turno          |                          |                               |                          |
| Bethanie Mattek-Sands [WC]     | Agnieszka Radwańska [15] | Belinda Bencic [12]           | Madison Brengle          |
| Dar'ja Kasatkina [LL]          | Elina Svitolina [17]     | Mariana Duque Mariño          | Dominika Cibulková       |
| Anna Karolína Schmiedlová [32] | Andrea Petković [18]     | Sara Errani [16]              | Petra Cetkovská [PR]     |
| Mona Barthel                   | Angelique Kerber [11]    | Barbora Strýcová              | Shelby Rogers [Q]        |
| Eliminate al 2º turno          |                          |                               |                          |
| Kiki Bertens [Q]               | Coco Vandeweghe          | Tereza Smitková               | Magda Linette            |
| Misaki Doi                     | Irina Falconi            | Anastasija Pavljučenkova [31] | Anna Tatišvili [Q]       |
| Ana Konjuh                     | Bojana Jovanovski        | Kaia Kanepi                   | Lauren Davis             |
| Denisa Allertová               | Océane Dodin [WC]        | Polona Hercog                 | Jessica Pegula [Q]       |
| Nicole Gibbs [WC]              | Danka Kovinić            | Elena Vesnina                 | Garbiñe Muguruza [9]     |
| Jeļena Ostapenko [Q]           | Evgenija Rodina          | Monica Niculescu              | Caroline Wozniacki [4]   |
| Lesja Curenko                  | Vol'ha Havarcova         | Yanina Wickmayer              | Karin Knapp              |
| Wang Qiang                     | Camila Giorgi            | Kurumi Nara                   | Kateryna Bondarenko [Q]  |
| Eliminate al 1º turno          |                          |                               |                          |
| Vitalija D'jačenko             | Mirjana Lučić-Baroni     | Kateryna Kozlova [Q]          | Sloane Stephens [29]     |
| Klára Koukalová                | Andreea Mitu             | Urszula Radwańska             | Kateřina Siniaková       |
| Sesil Karatančeva              | Daniela Hantuchová       | Samantha Crawford [WC]        | Mónica Puig              |
| Magdaléna Rybáriková           | Casey Dellacqua          | Zheng Saisai                  | Karolína Plíšková [8]    |
| Dar'ja Gavrilova               | Tatjana Maria            | Lara Arruabarrena             | Svetlana Kuznecova [30]  |
| Elizaveta Kuličkova [Q]        | Anna-Lena Friedsam       | Heather Watson                | Teliana Pereira          |
| Carla Suárez Navarro [10]      | Vania King [PR]          | Sofia Kenin [WC]              | Jelena Janković [21]     |
| Alison Riske                   | Zarina Dijas             | Alison Van Uytvanck           | Ana Ivanović [7]         |
| Laura Siegemund [Q]            | Lourdes Domínguez Lino   | Aleksandra Krunić             | Julia Görges             |
| Caroline Garcia                | Laura Robson [PR]        | Louisa Chirico [WC]           | Carina Witthöft          |
| Mayo Hibi [Q]                  | Annika Beck              | Tereza Mrdeža [Q]             | Tímea Babos              |
| Jarmila Gajdošová              | Aleksandra Panova [Q]    | Christina McHale              | Jamie Loeb [WC]          |
| Lucie Šafářová [6]             | Kirsten Flipkens         | Cvetana Pironkova             | Irina-Camelia Begu [28]  |
| Lucie Hradecká                 | Francesca Schiavone      | Ajla Tomljanović              | Alexandra Dulgheru       |
| Timea Bacsinszky [14]          | Maria Sakkarī [Q]        | Johanna Larsson               | Aljaksandra Sasnovič [Q] |
| Alizé Cornet [27]              | Sachia Vickery [WC]      | Julija Putinceva              | Marina Eraković          |

## Seniors

### Singolare maschile
Novak Đoković ha battuto in finale  Roger Federer con il punteggio di 6–4, 5–7, 6–4, 6–4.

### Singolare femminile
Flavia Pennetta ha battuto in finale  Roberta Vinci con il punteggio di 7–6(5), 6–2.

### Doppio maschile
Pierre-Hugues Herbert /  Nicolas Mahut hanno battuto in finale  Jamie Murray /  John Peers con il punteggio di 6–4, 6–4.

### Doppio femminile
Martina Hingis /  Sania Mirza hanno battuto in finale  Casey Dellacqua /  Jaroslava Švedova con il punteggio di 6–3, 6–3.

### Doppio misto
Martina Hingis /  Leander Paes hanno battuto in finale  Bethanie Mattek-Sands /  Sam Querrey con il punteggio di 6–4, 3–6, [10–7].

## Junior

### Singolare ragazzi
Taylor Fritz ha battuto in finale  Tommy Paul con il punteggio di 6–2, 6(4)–7, 6–2.

### Singolare ragazze
Dalma Gálfi ha battuto in finale  Sofia Kenin con il punteggio di 7–5, 6–4.

### Doppio ragazzi
Félix Auger-Aliassime /  Denis Shapovalov hanno battuto in finale  Brandon Holt /  Riley Smith con il punteggio di 7–5, 7–6(3).

### Doppio ragazze
Viktória Kužmová /  Aleksandra Pospelova hanno battuto in finale  Anna Kalinskaja /  Anastasija Potapova con il punteggio di 7–5, 6–2.

## Tennisti in carrozzina

### Singolare maschile carrozzina
Shingo Kunieda ha battuto  Stéphane Houdet con il punteggio 6(4)–7, 6–3, 6–2.

### Singolare femminile carrozzina
Jordanne Whiley ha battuto  Yui Kamiji con il punteggio di 6–4, 0–6, 6–1.

### Quad singolare
Dylan Alcott ha battuto in finale  David Wagner con il punteggio di 6–1, 4–6, 7–5.

### Doppio maschile carrozzina
Stéphane Houdet e  Gordon Reid hanno sconfitto in finale  Michaël Jeremiasz e  Nicolas Peifer con il punteggio di 6–3, 6–1.

### Doppio femminile carrozzina
Jiske Griffioen e  Aniek van Koot hanno sconfitto in finale  Marjolein Buis e  Sabine Ellerbrock con il punteggio di 7–6(3), 6–1.

### Quad doppio
Nick Taylor e  David Wagner hanno sconfitto in finale  Dylan Alcott e  Andrew Lapthorne con il punteggio di 4–6, 6–2, [10–7].

## Teste di serie nel singolare
Le seguenti tabelle illustrano i giocatori e le giocatrici che non hanno partecipato al torneo, quelli che sono stati eliminati e i loro nuovi punteggi nelle classifiche ATP e WTA. Le teste di serie sono assegnate in base ai ranking ATP e WTA del 24 agosto 2015.
| Legenda colori             |
| Vincitore                  |
| Finalista                  |
| Semifinalista              |
| Quarti di finale           |
| Eliminati a 1T, 2T, 3T, 4T |
| Non partecipa              |

### Classifica singolare maschile
| Testa di serie | Ranking | Giocatore              | Punti  | Punti da difendere | Punti conquistati | Nuovo punteggio | Situazione                                       |
| -------------- | ------- | ---------------------- | ------ | ------------------ | ----------------- | --------------- | ------------------------------------------------ |
| 1              | 1       | Novak Đoković          | 14,865 | 720                | 2,000             | 16,145          | Vittoria in Finale contro Roger Federer [2]      |
| 2              | 2       | Roger Federer          | 9,065  | 720+140            | 1,200             | 9,405           | Sconfitta in Finale da Novak Đoković [1]         |
| 3              | 3       | Andy Murray            | 8,840  | 360                | 180               | 8,660           | Eliminato al 4T da Kevin Anderson [15]           |
| 4              | 4       | Kei Nishikori          | 6,205  | 1,200              | 10                | 5,015           | Eliminato al 1T da Benoît Paire                  |
| 5              | 5       | Stan Wawrinka          | 5,710  | 360+70             | 720               | 6,000           | Eliminato in SF da Roger Federer [2]             |
| 6              | 6       | Tomáš Berdych          | 5,230  | 360                | 180               | 5,050           | Eliminato al 4T da Richard Gasquet [12]          |
| 7              | 7       | David Ferrer           | 3,695  | 90                 | 90                | 3,695           | Eliminato al 3T da Jérémy Chardy [27]            |
| 8              | 8       | Rafael Nadal           | 3,680  | 0                  | 90                | 3,770           | Eliminato al 3T da Fabio Fognini [32]            |
| 9              | 9       | Marin Čilić            | 3,550  | 2,000              | 720               | 2,270           | Eliminato in SF da Novak Đoković [1]             |
| 10             | 10      | Milos Raonic           | 2,880  | 180                | 90                | 2,790           | Eliminato al 3T da Feliciano López [18]          |
| 11             | 11      | Gilles Simon           | 2,730  | 180                | 10                | 2,560           | Eliminato al 1T da Donald Young                  |
| 12             | 12      | Richard Gasquet        | 2,240  | 90+65              | 360+45            | 2,490           | Eliminato ai QF da Roger Federer [2]             |
| 13             | 13      | John Isner             | 2,235  | 90                 | 180               | 2,325           | Eliminato al 4T da Roger Federer [2]             |
| 14             | 15      | David Goffin           | 2,130  | 90+15              | 90                | 2,115           | Ritirato al 3T contro Roberto Bautista Agut [23] |
| 15             | 14      | Kevin Anderson         | 2,160  | 90                 | 360               | 2,430           | Eliminato ai QF da Stan Wawrinka [5]             |
| 16             | 16      | Gaël Monfils           | 1,850  | 360                | 10                | 1,500           | Ritirato al 1T contro Illja Marčenko [Q]         |
| 17             | 17      | Grigor Dimitrov        | 1,735  | 180                | 45                | 1,600           | Eliminato al 2T da Michail Kukuškin              |
| 18             | 19      | Feliciano López        | 1,665  | 90                 | 360               | 1,935           | Eliminato ai QF da Novak Đoković [1]             |
| 19             | 18      | Jo-Wilfried Tsonga     | 1,675  | 180+70             | 360               | 1,785           | Eliminato ai QF da Marin Čilić [9]               |
| 20             | 20      | Dominic Thiem          | 1,645  | 180                | 90                | 1,555           | Eliminato al 3T da Kevin Anderson [15]           |
| 21             | 21      | Ivo Karlović           | 1,620  | 45                 | 45                | 1,620           | Eliminato al 2T da Jiří Veselý                   |
| 22             | 22      | Viktor Troicki         | 1,559  | 83+100             | 90+45             | 1,511           | Eliminato al 3T da Donald Young                  |
| 23             | 23      | Roberto Bautista Agut  | 1,510  | 180                | 180               | 1,510           | Eliminato al 4T da Novak Đoković [1]             |
| 24             | 24      | Bernard Tomić          | 1,465  | 45                 | 90                | 1,510           | Eliminato al 3T da Richard Gasquet [12]          |
| 25             | 25      | Andreas Seppi          | 1,430  | 45                 | 90                | 1,475           | Eliminato al 3T da Novak Đoković [1]             |
| 26             | 26      | Tommy Robredo          | 1,405  | 180                | 90                | 1,315           | Eliminato al 3T da Benoît Paire                  |
| 27             | 27      | Jérémy Chardy          | 1,300  | 45                 | 180               | 1,435           | Eliminato al 4T da Marin Čilić [9]               |
| 28             | 28      | Jack Sock              | 1,250  | 10                 | 45                | 1,285           | Ritirato al 2T contro Ruben Bemelmans            |
| 29             | 29      | Philipp Kohlschreiber  | 1,230  | 180                | 90                | 1,140           | Eliminato al 3T da Roger Federer [2]             |
| 30             | 30      | Thomaz Bellucci        | 1,190  | 45                 | 90                | 1,235           | Eliminato al 3T da Andy Murray [3]               |
| 31             | 31      | Guillermo García López | 1,190  | 45                 | 90                | 1,235           | Eliminato al 3T da Tomáš Berdych [6]             |
| 32             | 32      | Fabio Fognini          | 1,165  | 45                 | 180               | 1,300           | Eliminato al 4T da Feliciano López [18]          |

### Classifica singolare femminile
| Testa di serie | Ranking | Giocatore                 | Punti  | Punti da difendere | Punti conquistati | Nuovo punteggio | Situazione                                      |
| -------------- | ------- | ------------------------- | ------ | ------------------ | ----------------- | --------------- | ----------------------------------------------- |
| 1              | 1       | Serena Williams           | 12,721 | 2,000              | 780               | 11,501          | Eliminata in SF da Roberta Vinci                |
| 2              | 2       | Simona Halep              | 6,130  | 130                | 780               | 6,780           | Eliminata in SF da Flavia Pennetta [26]         |
| 3              | 3       | Marija Šarapova           | 6,035  | 240                | 0                 | 5,795           | Infortunio alla gamba destra                    |
| 4              | 5       | Caroline Wozniacki        | 4,740  | 1,300              | 70                | 3,510           | Eliminata al 2T da Petra Cetkovská [PR]         |
| 5              | 4       | Petra Kvitová             | 4,995  | 130                | 430               | 5,295           | Eliminata ai QF da Flavia Pennetta [26]         |
| 6              | 6       | Lucie Šafářová            | 3,800  | 240                | 10                | 3,570           | Eliminata al 1T da Lesja Curenko                |
| 7              | 7       | Ana Ivanović              | 3,500  | 70                 | 10                | 3,440           | Eliminata al 1T da Dominika Cibulková           |
| 8              | 8       | Karolína Plíšková         | 3,335  | 130                | 10                | 3,215           | Eliminata al 1T da Anna Tatišvili [Q]           |
| 9              | 9       | Garbiñe Muguruza          | 3,245  | 10                 | 70                | 3,305           | Eliminata al 2T da Johanna Konta [Q]            |
| 10             | 10      | Carla Suárez Navarro      | 3,190  | 130                | 10                | 3,070           | Eliminata al 1T da Denisa Allertová             |
| 11             | 11      | Angelique Kerber          | 3,150  | 130                | 130               | 3,150           | Eliminata al 3T da Viktoryja Azaranka [20]      |
| 12             | 12      | Belinda Bencic            | 3,035  | 430                | 130               | 2,735           | Eliminata al 3T da Venus Williams [23]          |
| 13             | 13      | Ekaterina Makarova        | 2,920  | 780                | 240               | 2,380           | Eliminata al 4T da Kristina Mladenovic          |
| 14             | 14      | Timea Bacsinszky          | 2,896  | 70                 | 10                | 2,836           | Eliminata al 1T da Barbora Strýcová             |
| 15             | 15      | Agnieszka Radwańska       | 2,760  | 70                 | 130               | 2,820           | Eliminata al 3T da Madison Keys [19]            |
| 16             | 16      | Sara Errani               | 2,610  | 430                | 130               | 2,310           | Eliminata al 3T da Samantha Stosur [22]         |
| 17             | 17      | Elina Svitolina           | 2,530  | 10                 | 130               | 2,650           | Eliminata al 3T da Ekaterina Makarova [13]      |
| 18             | 18      | Andrea Petković           | 2,450  | 130                | 130               | 2,450           | Eliminata al 3T da Johanna Konta [Q]            |
| 19             | 19      | Madison Keys              | 2,275  | 70                 | 240               | 2,445           | Eliminata al 4T da Serena Williams [1]          |
| 20             | 20      | Viktoryja Azaranka        | 2,271  | 430                | 430               | 2,271           | Eliminata ai QF da Simona Halep [2]             |
| 21             | 21      | Jelena Janković           | 2,135  | 240                | 10                | 1,905           | Eliminata al 1T da Océane Dodin [WC]            |
| 22             | 22      | Samantha Stosur           | 2,135  | 70                 | 240               | 2,305           | Eliminata al 4T da Flavia Pennetta [26]         |
| 23             | 23      | Venus Williams            | 2,072  | 130+180            | 430+1             | 2,193           | Eliminata ai QF da Serena Williams [1]          |
| 24             | 24      | Sabine Lisicki            | 1,945  | 130+280            | 240+1             | 1,776           | Eliminata al 4T da Simona Halep [2]             |
| 25             | 25      | Eugenie Bouchard          | 1,887  | 240                | 240               | 1,887           | Ritirata al 4T contro Roberta Vinci             |
| 26             | 26      | Flavia Pennetta           | 1,747  | 430                | 2,000             | 3,317           | Vittoria in finale contro Roberta Vinci         |
| 27             | 27      | Alizé Cornet              | 1,745  | 130                | 10                | 1,625           | Eliminata al 1T da Kurumi Nara                  |
| 28             | 28      | Irina-Camelia Begu        | 1,676  | 70+30              | 10+1              | 1,587           | Eliminata al 1T da Vol'ha Havarcova             |
| 29             | 29      | Sloane Stephens           | 1,621  | 70                 | 10                | 1,561           | Eliminata al 1T da Coco Vandeweghe              |
| 30             | 30      | Svetlana Kuznecova        | 1,572  | 10                 | 10                | 1,572           | Eliminata al 1T da Kristina Mladenovic          |
| 31             | 31      | Anastasija Pavljučenkova  | 1,550  | 70                 | 70                | 1,550           | Eliminata al 2T da Anett Kontaveit [Q]          |
| 32             | 32      | Anna Karolína Schmiedlová | 1,451  | 10                 | 130               | 1,571           | Eliminata al 3T da Petra Kvitová [5]            |
| N/A            | 40      | Kristina Mladenovic       | 1,335  | 10                 | 430               | 1,755           | Eliminata ai QF da Roberta Vinci                |
| N/A            | 43      | Roberta Vinci             | 1,260  | 130                | 1,300             | 2,430           | Sconfitta in finale contro Flavia Pennetta [26] |

### Assegnazione punteggi
I punteggi delle classifiche ATP e WTA vengono assegnati come illustrato.
| Turno                | Singolare maschile | Doppio maschile | Singolare femminile | Doppio femminile |
| -------------------- | ------------------ | --------------- | ------------------- | ---------------- |
| Vincitore            | 2000               | 2000            | 2000                | 2000             |
| Finale               | 1200               | 1200            | 1300                | 1300             |
| Semifinali           | 720                | 720             | 780                 | 780              |
| Quarti di finale     | 360                | 360             | 430                 | 430              |
| Ottavi di finale     | 180                | 180             | 240                 | 240              |
| Terzo turno          | 90                 | 90              | 130                 | 130              |
| Secondo turno        | 45                 | 0               | 70                  | 10               |
| Primo turno          | 10                 | –               | 10                  | –                |
| Qualificazione       | 25                 | –               | 60                  | –                |
| 3T di qualificazione | 16                 | –               | 50                  | –                |
| 2T di qualificazione | 8                  | –               | 40                  | –                |
| 1T di qualificazione | 0                  | –               | 2                   | –                |